# Zaldibar
Zaldibar és un municipi de la província de Biscaia, País Basc, pertanyent a la comarca de Duranguesat. Limita al nord amb Mallabia i Ermua; al sud amb Elorrio i Elgeta (Guipúscoa); a l'est amb Eibar (Guipúscoa) i a l'oest amb Berriz. Està format pels barris rurals d'Eitzaga, al vessant del riu Deba, Sallabente, Goierri, Gazaga, Urizar i Aranguren.

## Toponímia
Zaldibar és un topònim d'etimologia transparent, ja que pot traduir-se de l'euskera com a vall de cavalls, de zaldi (cavall) i ibar (vall). L'escut del municipi mostra un cavall. Amb tot, el municipi s'anomenava antigament Zaldua; tenint zaldua significat en euskera de el sot. És bastant plausible que Zaldibar no signifiqui vall de cavalls, sinó derivi de zaldu (sot) i ibar, és a dir de Vall del sot o Vall de Zaldua, si vam considerar Zaldua com un topònim per se. Zaldua és actualment un arcaisme que no s'utilitza tot i que va ser el nom oficial del municipi fins al 1932. El nom formal del municipi en euskera i oficial des de la dècada de 1980 és Zaldibar, que és una adaptació de l'històric Zaldívar a les modernes regles ortogràfiques de l'euskera. La pronunciació és lleugerament diferent.

## Història
L'elizate de Zaldua, avui Zaldibar, pertanyia a la Merindad de Durango i formava part, amb veu i vot, de les Juntes de Gerendiaga on ocupava el seient número 7. Com és normal en les elizate, no es té coneixement de la seva fundació. La tradició conta que el rei Sanç II de Navarra (935 - 994) passà 10 anys pres en la casa torre de Zaldibar, els propietaris de la qual dominaven el territori. Hi ha dades històriques que situen l'edificació de l'església de San Andrés durant el segle xiii. El 1778, amb motiu de la reconstrucció de l'església que havia estat danyada per un llamp l'any anterior, se sap que la mateixa estava atesa per dos beneficiats i que cobraven delmes a les 64 cases que llavors componien la població. La història de la població està marcada per la deu urgazia (aigua salada) d'aigües minerals medicinals que va permetre que durant el segle xix es construís un balneari que fou inaugurat pel Comte de Peña Florida José María Munibe el 1846. Les instal·lacions van gaudir d'anomenada i importància en aquells temps.
Amb el temps els balnearis passaren a mans de la Diputació Foral de Biscaia, que els convertí en hospital psiquiàtric, i després aquestes instal·lacions van passar a l'Osakidetza, el Servei Basc de Salut el 1985. Gràcies a un acord entre l'ajuntament i Osakidetza una part molt important dels jardins que formen el complex hospitalari foren cedits al poble per a la construcció de diversos equipaments.

## Accident geològic de l'Abocador de Zaldibar
El febrer del 2020 ocorregué el que es va qualificar com el pitjor desastre del País Basc dels darrers 40 anys. Una solsida amb lliscament de substrats de l'abocador de residus sòlids de diversos orígens, ubicat en el terme municipal va causar dues morts de treballadors, l'alliberament de gasos, la combustió espontània en alguns punts, i la filtració de substàncies a les aigües freàtiques.

## Personatges il·lustres
- Ignacio Artamendi, (1900 - 1953), pelotari.
- Victor Garitaonandia, (1876 - 1929) escriptor, músic i sacerdot.
- Miguel Ángel Urizarbarrena, (1960). CEO de Panda Security
- José Luis Mendilibar, (1961). Entrenador de Fútbol